# Little Falls (Minnesota)
Little Falls es una ciudad de Estados Unidos ubicada a orillas del río Misisipi, en el condado de Morrison en el estado de Minnesota. En el Censo de 2010 tenía una población de 8343 habitantes y una densidad poblacional de 414,26 personas por km².

## Geografía
Little Falls se encuentra ubicada en las coordenadas 45°58′56″N 94°21′37″O / 45.98222, -94.36028. Según la Oficina del Censo de los Estados Unidos, Little Falls tiene una superficie total de 20.14 km², de la cual 18.74 km² corresponden a tierra firme y (6.94%) 1.4 km² es agua.

## Demografía
Según el censo de 2010, había 8343 personas residiendo en Little Falls. La densidad de población era de 414,26 hab./km². De los 8343 habitantes, Little Falls estaba compuesto por el 96.14% blancos, el 0.79% eran afroamericanos, el 0.38% eran amerindios, el 0.54% eran asiáticos, el 0.04% eran isleños del Pacífico, el 0.22% eran de otras razas y el 1.89% pertenecían a dos o más razas. Del total de la población el 1.39% eran hispanos o latinos de cualquier raza.